# Neues Tor (Berlin)

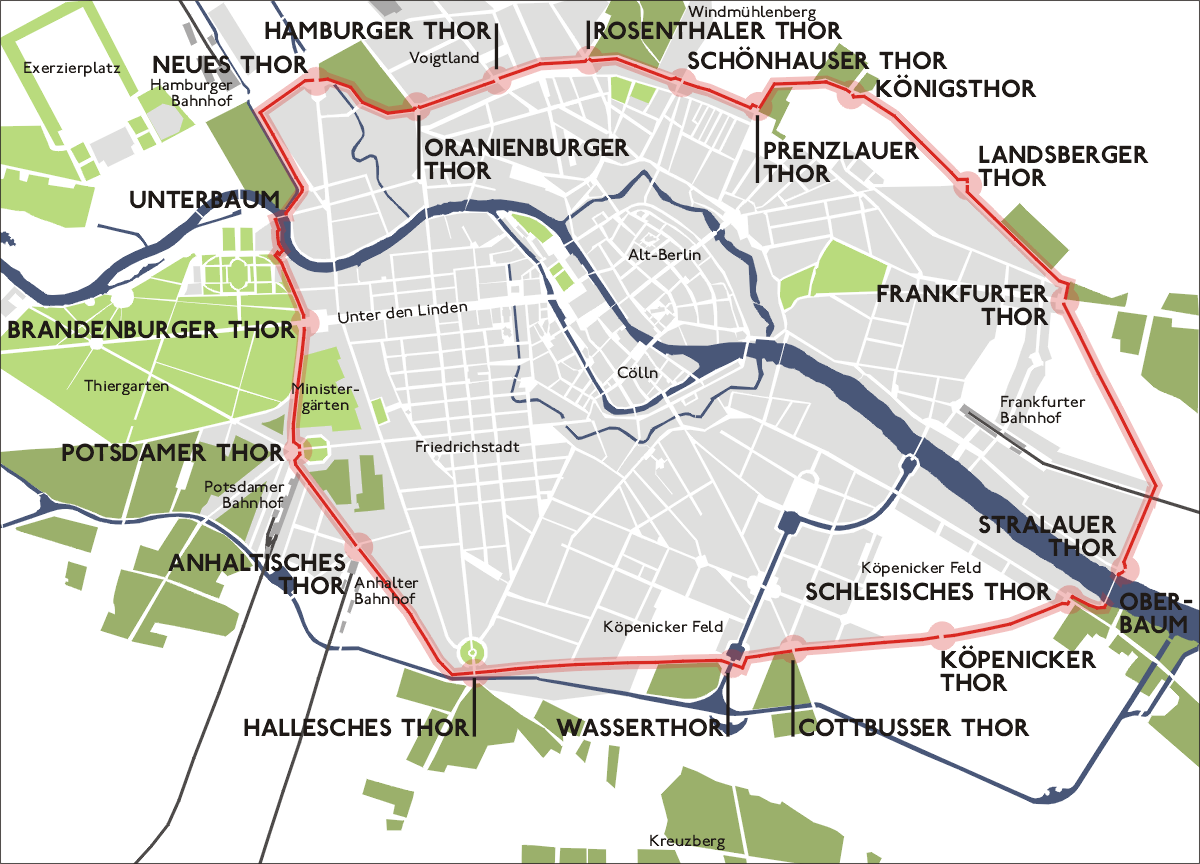
Die Berliner Akzisemauer um 1855

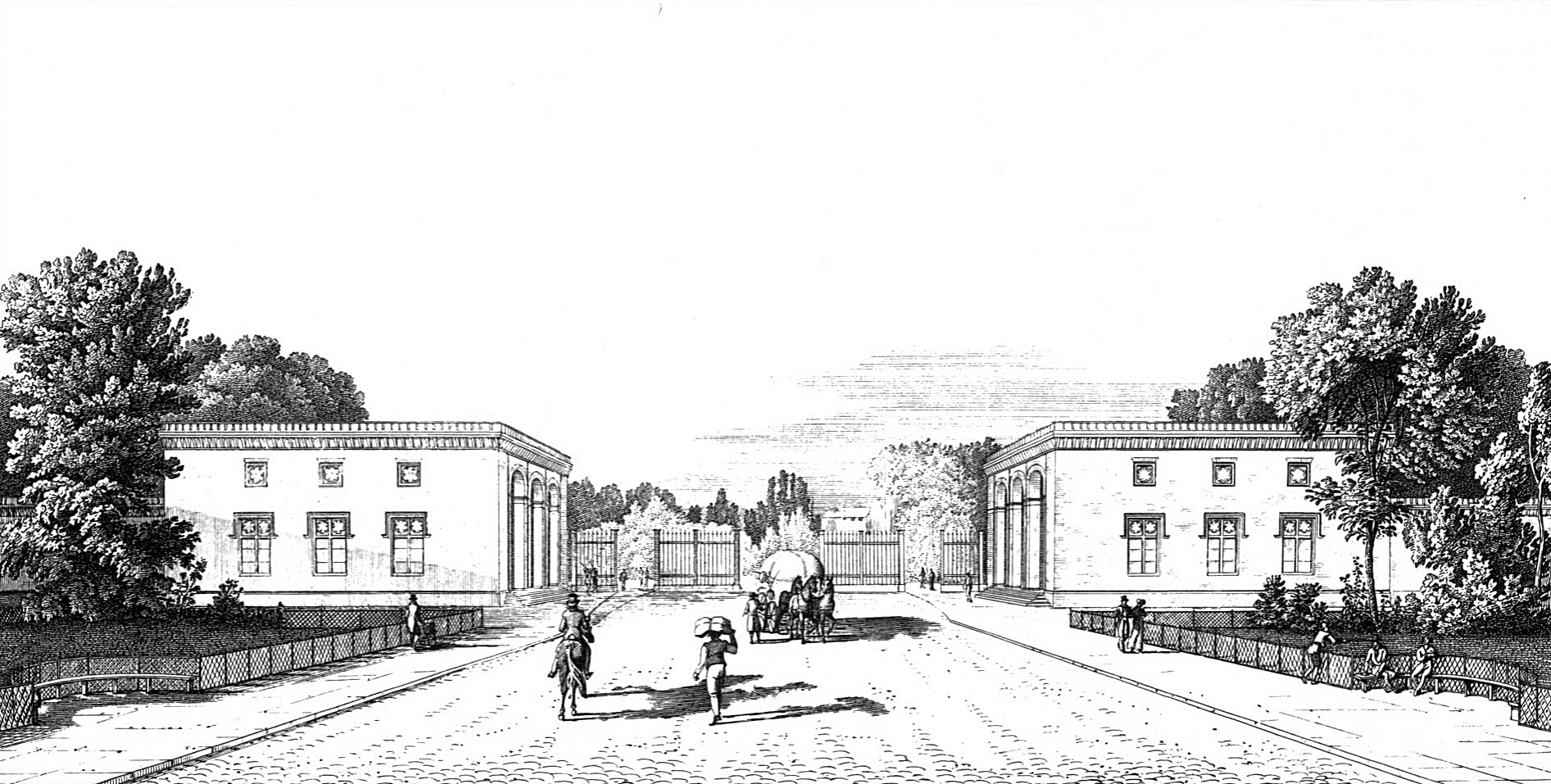
Platz vor dem Neuen Tor

Das Neue Tor war ein 1836 geschaffener zusätzlicher Durchlass auf der Berliner Seite der unter Friedrich Wilhelm I. ab 1732 erbauten Berliner Zoll- und Akzisemauer.

## Geschichte
Die Errichtung der Mauer bedeutete die größte Stadterweiterung Alt-Berlins: Die Wallanlagen wurden abgetragen, um eine bessere Verbindung zwischen Innenstadt und den Neu- und Vorstädten zu schaffen. Der Mauerring umschloss auf der Berliner Seite auch die nordwestlich der Altstadt gelegene, 1828 von der Spandauer Vorstadt abgetrennte Friedrich-Wilhelm-Stadt. Im Zuge der systematischen baulichen Erschließung des Gebietes konnte 1835 mit dem zusätzlichen Neuen Tor eine direkte Verbindung zur Invalidenstraße und damit eine bessere Anbindung nach Nordwesten geschaffen werden. 1836 war die Fertigstellung der beiden Torhäuser mit ihren dreibogigen Vorhallen, die Karl Friedrich Schinkel entworfen hatte.
Ab 1787 kam es zum Ersatz der zuerst aus Palisaden bestehenden Akzisemauer auf der Berliner Seite durch eine massive, zur besseren Abrundung des Gebietes teilweise begradigten Steinmauer. In den 1860er Jahren begann der Abriss der Stadtmauer, der sich bis in die 1880er Jahre hinzog und auch vor den städtebaulich reizvollen Torbauten keinen Halt machte. Von den zehn Toren des nördlichen Mauerrings blieb nach dem Abriss nur das Neue Tor stehen.
Das Neue Tor wurde im Zweiten Weltkrieg zerstört und gleich nach Kriegsende abgetragen. Im Stadtbild erhalten blieb der Platz vor dem Neuen Tor. (Karte)
Zwischen 1993 und 1998 wurden nach Plänen von Josef Paul Kleihues zwei neue kubische Torhäuser aus rotem Backstein errichtet.